# Măria Diaconescu
Maria Diaconescu (née Diți le 16 novembre 1937 à Câmpulung Moldovenesc) est une athlète roumaine, spécialiste du lancer du javelot. 
Elle remporte la médaille d'argent du lancer du javelot lors des championnats d'Europe 1962, devancée par la Soviétique Elvīra Ozoliņa.
Elle se classe 10e des  Jeux olympiques de 1960 et 6e des Jeux olympiques de 1964.